# Pachycordyle pusilla
Pachycordyle pusilla is een hydroïdpoliep uit de familie Bougainvilliidae. De poliep komt uit het geslacht Pachycordyle. Pachycordyle pusilla werd in 1905 voor het eerst wetenschappelijk beschreven door Motz-Kossowska. 